# Казанское сельское поселение (Марий Эл)
Казанское сельское поселение — муниципальное образование (сельское поселение) в составе Сернурского района Марий Эл Российской Федерации.
Административный центр поселения — село Казанское.

## История
Статус и границы сельского поселения установлены Законом Республики Марий Эл от 18 июня 2004 года № 15-З «О статусе, границах и составе муниципальных районов, городских округов в Республике Марий Эл».

## Население
| 2002  | 2010  | 2011  | 2012  | 2013  | 2014  | 2015  |
| ----- | ----- | ----- | ----- | ----- | ----- | ----- |
| 1452  | ↗1508 | ↘1505 | ↘1468 | ↘1411 | ↘1376 | ↘1357 |
| 2016  | 2017  | 2018  | 2019  | 2020  | 2021  | 2023  |
| ↘1332 | ↘1323 | ↘1285 | ↘1267 | ↘1246 | ↗1284 | ↘1260 |

## Состав поселения
В состав сельского поселения входят 9 деревень и 1 село:
| №  | Населённый пункт | Тип населённого пункта       | Население |
| -- | ---------------- | ---------------------------- | --------- |
| 1  | Казанское        | село, административный центр | ↗1240     |
| 2  | Василенки        | деревня                      | ↘49       |
| 3  | Казаково         | деревня                      | ↘23       |
| 4  | Клубеничное Поле | деревня                      | ↘42       |
| 5  | Осиновый Ключ    | деревня                      | ↗18       |
| 6  | Митринер         | деревня                      | ↗6        |
| 7  | Семенсола        | деревня                      | ↗56       |
| 8  | Трубицино        | деревня                      | ↗1        |
| 9  | Шабыково         | деревня                      | ↗70       |
| 10 | Шамисола         | деревня                      | ↘3        |